# Bunny and the Bull
Bunny and the Bull ist eine britische Filmkomödie aus dem Jahr 2009. Die Regie führte Paul King, der auch das Drehbuch schrieb.

## Handlung
Stephen lebt zurückgezogen in seiner Wohnung, die er seit einem Jahr nicht mehr verlassen hat. Er erinnert sich daran, wie er mit seinem Freund Bunny eine Reise quer durch Europa machte, nachdem die beiden beim Pferderennen 2500 Pfund gewonnen hatten. In Polen trafen sie die Spanierin Eloisa, in die sich Stephen verliebte, die aber eine Affäre mit Bunny begann. Gemeinsam machten die drei sich auf den Weg nach Spanien. Dort trafen sie Javier, Eloisas Bruder, von dem Bunny alles über Stierkampf lernen wollte.
Während Stephen Eloisa näher kam und mit ihr schlief, stahl Bunny von Javier ein Torerokostüm, das er anschließend beim Kartenspiel verlor. Als Eloisa dies erfuhr, war sie wütend auf die beiden Männer, weshalb diese sie verließen. Während einer Zugfahrt machte Stephen Bunny Vorhaltungen, woraufhin der die Notbremse zog, den Zug verließ und auf einer Wiese gegen einen Stier kämpfte. Dabei wurde er vom Stier aufgespießt und getötet.
Im Lauf seiner Erinnerungen hat Stephen mehrfach Visionen, in denen ihm der tote Bunny und andere Leute, die sie während ihrer Reise trafen, erscheinen. Als ihm Bunny in einer dieser Visionen klarmacht, dass ihn keine Schuld an Bunnys Tod trifft, fasst er neuen Lebensmut. Er ruft Eloisa an und verlässt die Wohnung, um sich auf den Weg nach Spanien zu ihr zu machen.

## Hintergrund
Bunny and the Bull wurde in Nottingham komplett im Studio gedreht. Die Requisiten wurden aus leeren Getränkekästen, Zeitungen und Folien hergestellt. Der Film wurde erstmals am 16. September 2009 auf dem Toronto International Film Festival aufgeführt und kam im Vereinigten Königreich am 27. November 2009 in die Kinos. In Deutschland wurde er am 25. November 2011 auf DVD veröffentlicht.

## Synchronisation
Die deutsche Synchronisation entstand nach einem Dialogbuch von Pierre Peters-Arnolds, der auch die Dialogregie führte.
| Darsteller       | Deutscher Sprecher    | Rolle          |
| ---------------- | --------------------- | -------------- |
| Edward Hogg      | Simon Pearce          | Stephen        |
| Verónica Echegui | Kalpna Joshi          | Eloisa         |
| Richard Ayoade   | Pierre Peters-Arnolds | Museumskurator |

## Rezeption
„Irreales Filmmärchen, das seiner Fantasie die Zügel schießen lässt und eine Reihe höchst vergnüglicher Episoden aneinanderreiht, in denen landestypische Vorurteile und Klischees lustvoll überhöht werden.“

## Auszeichnungen
2009 wurde Bunny and the Bull bei den  British Independent Film Awards als Beste Produktion ausgezeichnet. Gary Williamson wurde für das Produktionsdesign in der Kategorie Beste Technik nominiert.